# Emil Sieg
Emil Sieg (* 12. August 1866 in der Breitenteicher Mühle bei Frauenhagen, Uckermark; † 23. Januar 1951 in Göttingen) war ein deutscher Indologe und Tocharologe.

## Leben
Emil Sieg, Sohn eines uckermärkischen Mühlenbesitzers und Landwirtes, besuchte das Gymnasium in Prenzlau, um anschließend ab 1885 in Berlin, Tübingen und München Klassische Philologie und Sanskrit zu studieren. In München konnte er durch Ernst Kuhn erstmals für Sanskrit begeistert werden. 1888 nach Berlin zurückgekehrt, wurde er 1891 mit seiner Dissertation über ein Werk zur Phonologie vedischer Texte promoviert. Ein Jahr später erschien eine Fortsetzung.
Nach der Promotion bezog Sieg nochmals die Universität für ein Semester. In Göttingen wurde in dem einen Semester, wie Sieg in seinem selbstgeschriebenen Lebenslauf bekennt, […] die entscheidende Grundlage für seine spätere Beschäftigung mit den Sanskrit-Grammatikern gelegt.
Im August 1896 habilitierte Sieg sich mit der Schrift: Ein alphabetisch geordnetes „Specimen“ einer Zusammenstellung und Auswertung der Angaben der spätvedischen exegetischen und sonstigen Literatur für die Sagenstoffe des Rgveda. Ein Teil dieser Arbeit ist in der Abhandlung über die Legenden der Rigveda und die indische Erzähltradition, die 1902 veröffentlicht wurde, fertig ausgearbeitet worden. Anerkennung für dieses Werk erhielt Sieg unter anderem in Ernst Windischs Geschichte über die Sanskrit-Philologie:

„Siegs Stärke besteht nicht in phantastischen Vermutungen, sondern in der methodischen Ausnutzung des Überlieferten, […] Siegs Schrift […] beweist den Wert der alten Überlieferung, läßt aber auch deren Wandelbarkeit erkennen, das Absterben alter Stoffe und das Aufkommen neuer.“

12 Jahre war er in Berlin Privatdozent für indische Philologie. 1909 folgte er dem Ruf der Christian-Albrechts-Universität zu Kiel auf den Lehrstuhl und hielt Vorlesungen zu indogermanischen Sprachen und Sanskrit. 1918/19 war er Rektor der CAU.
1920 auf den Lehrstuhl in Göttingen berufen, blieb er dort bis zu seinem Tod. 1921 wurde er zum ordentlichen Mitglied der Göttinger Akademie der Wissenschaften gewählt. Im November 1933 unterzeichnete er das Bekenntnis der deutschen Professoren zu Adolf Hitler.

## Turfan-Expeditionen

Das Netz der Seidenstraße

Die Berichte von europäischen Reisenden und Gelehrten über die Entdeckungen und Funde entlang der Seidenstraße erweckten am Ende des 19. Jahrhunderts auch bei Albert Grünwedel, dem Direktor der Indischen Abteilung des Museums für Völkerkunde in Berlin, Interesse. Durch die vier von Grünwedel initiierten Turfanexpeditionen gelangen tausende Reste von Malereien und anderen Kunstobjekten sowie ca. 40.000 Textfragmente nach Berlin. 
Auf Anregung von Professor Richard Pischel, ordentlicher Professor für Vergleichende Sprachwissenschaft und Indologie an der Universität Halle, wurden Sieg und sein ehemaliger Schüler Wilhelm Siegling (1880–1946) zur Sichtung des Handschriftenmaterials herangezogen, woraufhin sie die erhaltenen Teile einer dort entdeckten Sanskrit-Grammatik editierten und diese Manuskripte zu studieren begannen. Als erstes Resultat dieser Arbeit erschien 1907 Bruchstück einer Sanskrit-Grammatik aus Sängim-Agiz, Chinesisch Turkestan. Eine zweite Publikation mit dem Titel Neue Bruchstücke der Sanskrit-Grammatik aus Chinesisch Turkestan erschien ein Jahr später.

## Tocharische Sprache
Während Sieg und Siegling mit den Skripten arbeiteten, stellten sie fest, dass eine große Anzahl an Manuskripten in einer unbekannten Sprache geschrieben war, und bezeichneten sie daher zunächst als „unarisch“.

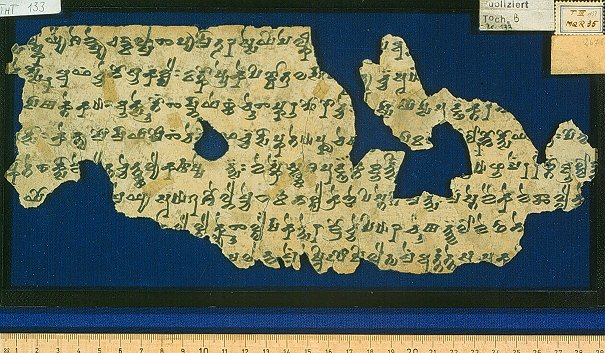
Tocharisches Manuskript (Stiftung Preußischer Kulturbesitz)

Mit der Hilfe einiger weniger zweisprachiger Manuskripte konnten Sieg und Siegling die Dokumente entschlüsseln und reichten 1908 einen Aufsatz unter dem Titel Tocharisch, die Sprache der Indoskythen, Vorläufige Bemerkungen über eine bisher unbekannte Literatursprache in Berlin ein. Es gelang ihnen zu beweisen, dass die Sprache der indogermanischen Sprachfamilie zugeschrieben werden müsse und dass diese eher aus dem europäischen als dem indo-iranischen Raum stamme. Außerdem konnten sie belegen, dass die Sprache zwei Dialekte besäße, welche sie Tocharisch A und B nannten.
In der ersten Hälfte des 20. Jahrhunderts arbeiteten Sieg und Siegling gemeinsam an Texten des Dialekts A der Tocharischen Sprache. Sie beschlossen, zunächst alle Manuskripte in Tocharisch A zu bearbeiten. Ihre Arbeit wurde jedoch 1915 unterbrochen, als Siegling in die Armee eingezogen wurde. Daraufhin veröffentlichte Sieg die erste Edition unter den Titeln Die Geschichte von den Löwenmachern in tocharischer Version und Das Märchen von dem Mechaniker und dem Maler in tocharischer Fassung.
Nach Sieglings Rückkehr von der Front widmeten sie sich, nun wieder gemeinsam, Tocharisch B und begannen mit der Arbeit an der Udana, einer buddhistischen Schrift aus kurzen Texten des Palikanon.
Als Siegling 1946 verstarb, veröffentlichte Sieg das Ergebnis der gemeinsamen Arbeit im Jahr 1949 unter dem Titel Tocharische Sprachreste, Sprache B, welches Texte, Übersetzungen und ein Glossar enthielt.
Sieg sind die wegweisenden Arbeiten über die tocharischen Sprachreste, sowie eine ausführliche tocharische Grammatik, die er in Zusammenarbeit mit Siegling und Wilhelm Emil Heinrich Schulze 1931 veröffentlichte, zu verdanken.
Die Entzifferung des Tocharischen blieb unumstritten, jedoch gerieten Sieg und Siegling hinsichtlich der Sprachbenennung zunehmend in Kontroversen mit Fachkollegen. Angesichts dessen wurde vor allem in der englischsprachigen Literatur vorgeschlagen, die Bezeichnungen Tocharisch A und B durch Turfanisch bzw. Kuchisch zu ersetzen. Da die Zuordnung der beiden Varianten zu diesen zwei verschiedenen Regionen jedoch ebenfalls spekulativ sei, hat sich dieser Vorschlag bisher nicht durchgesetzt.

## Schriften (Auswahl)
- Tocharisch, die Sprache der Indoskythen : vorläufige Bemerkungen über eine bisher unbekannte indogermanische Literatursprache, Sitzungsberichte der Preußischen Akademie der Wissenschaften, 1908, Digitalisat
- Verzeichnis der Bibliotheca Indica und verwandter Indischer Serien nach Werken und Nummern. Harrassowitz, Leipzig 1908.
- mit F. W. K. Müller: Maitrisimit und „Tocharisch“. In: Sitzungsberichte der Preußischen Akademie der Wissenschaften, 1916, S. 395–417.
- Tocharische Sprachreste: Königlich preussische Turfanexpeditionen. Vereinigung wissenschaftlicher Verleger, Stuttgart 1921.
- mit Wilhelm Siegling: Tocharische Sprachreste, I. Band. Die Texte. A. Transcription. De Gruyter, Berlin/Leipzig 1921.  Digitalisat
- mit Wilhelm Siegling und Wilhelm Schulze: Tocharische Grammatik. Vandenhoeck & Ruprecht, Göttingen 1931.
- Und dennoch „Tocharisch“. In: Sitzungsberichte der Preußischen Akademie der Wissenschaften, Berlin 1937, S. 130–139.
- Nachruf auf Wilhelm Siegling, in: Zeitschrift der Deutschen Morgenländischen Gesellschaft Bd. 99, 1945–49, S. 147–149.
- Tocharische Sprachreste. Sprache B, Heft 1. Die Udānālaṅkāra-Fragmente. Text, Übersetzung und Glossar. Vandenhoeck und Ruprecht, Göttingen 1949.
- Tocharische Sprachreste. Sprache B, Heft 2. Fragmente Nr. 71-633. Aus dem Nachlaß herausgegeben von Werner Thomas. Vandenhoeck und Ruprecht, Göttingen 1953.
- Kleine Schriften, hrsg. von Klaus Ludwig Janert. Steiner, Stuttgart 1991, ISBN 3-515-04021-8.